# Ngawa
Ngawa, även känd som Aba, är en autonom prefektur för tibetaner och qiang-folket som är belägen i den kinesiska provinsen Sichuan och delvis i den nordtibetanska kulturregionen Amdo, delvis regionen Gyarong som ofta räknas till Kham.
I Ngawa-prefekturen och i häradet Jiuzhaigou ligger naturreservatet Jiuzhaigou, som är uppfört på Unescos lista över världsarv.

## Historia
Mellan 1747-1749 och 1776, utkämpade Qianlong-kejsaren två krig mot tibetanska stammar i området som gjort uppror mot Qingdynastins styre. De två Jinchuan-kampanjerna räknas till de tio segrarna under kejsarens regeringstid.
I maj 2008 drabbades området svårt av Jordbävningen i Sichuan 2008, då epicentrum låg i en av Ngawas härad Wenchuan.

## Administrativ indelning
Den autonoma prefekturen Ngawa indelas i 13 härad (县 xiàn).
| Kart   | Kart       | Kart      | Kart            | Kart        | Kart               | Kart                   | Kart      | Kart                     |
| ------ | ---------- | --------- | --------------- | ----------- | ------------------ | ---------------------- | --------- | ------------------------ |
|        |            |           |                 |             |                    |                        |           |                          |
| Nr     | Namn       | Kinesiska | Pinyin          | Tibetanska  | Wylie              | Befolkning (2004 est.) | Yta (km²) | Befolkningstäthet (/km²) |
| Fylker |            |           |                 |             |                    |                        |           |                          |
| 1      | Barkam     | 马尔康县  | Mǎ'ěrkāng xiàn  | འབར་ཁམས་རྫོང་ | 'bar khams rdzong  | 50 000                 | 6 639     | 8                        |
| 2      | Wenchuan   | 汶川县    | Wènchuān xiàn   | ཝུན་ཁྲོན་རྫོང་   | wun khron rdzong   | 110 000                | 4 083     | 27                       |
| 3      | Li         | 理县      | Lǐ xiàn         | ལི་རྫོང་       | li rdzong          | 40 000                 | 4 318     | 9                        |
| 4      | Mao        | 茂县      | Mào xiàn        |             |                    | 110 000                | 4 075     | 27                       |
| 5      | Songpan    | 松潘县    | Sōngpān xiàn    | ཟུང་ཆུ་རྫོང་    | zung chu rdzong    | 70 000                 | 8 486     | 8                        |
| 6      | Jiuzhaigou | 九寨沟县  | Jiǔzhàigōu xiàn |             |                    | 60 000                 | 5 286     | 11                       |
| 7      | Jinchuan   | 金川县    | Jīnchuān xiàn   | ཆུ་ཆེན་རྫོང་    | chu chen rdzong    | 70 000                 | 5 524     | 13                       |
| 8      | Xiaojin    | 小金县    | Xiǎojīn xiàn    | བཙན་ལྷ་རྫོང་   | btsan lha rdzong   | 80 000                 | 5 571     | 14                       |
| 9      | Heishui    | 黑水县    | Hēishuǐ xiàn    | ཁྲོ་ཆུ་རྫོང་     | khro chu rdzong    | 60 000                 | 4 154     | 14                       |
| 10     | Zamtang    | 壤塘县    | Rǎngtáng xiàn   | འཛམ་ཐང་རྫོང་  | 'dzam thang rdzong | 30 000                 | 6 836     | 4                        |
| 11     | Ngawa      | 阿坝县    | Ābà xiàn        | རྔ་བ་རྫོང་     | rnga ba rdzong     | 60 000                 | 10 435    | 6                        |
| 12     | Zoigê      | 若尔盖县  | Ruò'ěrgài xiàn  | མཛོད་དགེ་རྫོང་  | mdzod dge rdzong   | 70 000                 | 10 437    | 7                        |
| 13     | Hongyuan   | 红原县    | Hóngyuán xiàn   | རྐ་ཁོག་རྫོང་    | rka khog rdzong    | 40 000                 | 8 398     | 5                        |